# Лабіалізація
Огýблення, або лабіалізáція (лат. labialisatio, від labia — «губи») — у фонетиці заокруглення випнутих уперед губ при артикуляції певного звука. Різновид додаткової артикуляції. Також — вид асиміляції, процес надання звукові губного призвука або повне його перетворення на губний. Розрізняють лабілізовані (огублені) голосні (англ. rounded vowels) та лабілізовані (огублені) приголосні (англ. labialized consonants). У Міжнародному фонетичному алфавіті лабіалізація приголосних позначається маленьким знаком ⟨ʷ⟩ у правому верхньому кутку символа звука (наприклад: [pʷ], [kʷ], [bʷ], [ɡʷ]); для більшості огублених голосних існують окремі символи. В українській мові лабілізація приголосних відбувається перед о та у. 
У просторіччі чужорідний звук [f] люди часто замінюють на огублений [хʷ], що з часом розвивається в повноцінні [xw], [х] або [ʋ] (наприклад: парахвія, хвиля (від польського «fala»), хутро (від польського «futro»), Матвій (від грецького «Ματθίας», де θ передають, то як т, то як ф).
Протилежне явище, втрату артикуляцією округлення губ називають делабіалізацією.

## Огублені голосні
- [u] (у) — огублений голосний заднього ряду високого підняття
- [ɔ] (о) — огублений голосний заднього ряду низько-середнього підняття
- [o] (о) — огублений голосний заднього ряду високо-середнього підняття
- [ʏ] (и-ю) — огублений ненапружений голосний переднього ряду високого піднесення
- [ɵ] (е-ьо) — огублений голосний середнього ряду високо-середнього піднесення
- [ɒ] (а) — огублений голосний заднього ряду низького піднесення
- [ʊ] (у) — огублений ненапружений голосний заднього ряду високого піднесення
- [ɞ] (у) — огублений голосний середнього ряду низько-середнього піднесення
- [y] (і-ю) — огублений голосний переднього ряду високого піднесення
- [ʉ] (і-ю) — огублений голосний середнього ряду високого підняття
- [ɶ] (е-ьо) — огублений голосний переднього ряду низького піднесення
- [œ] (о-ьо) — огублений голосний переднього ряду низько-середнього піднесення
- [ø] (о-ьо) — огублений голосний переднього ряду високо-середнього піднесення

## Огублені приголосні
- [w] (у-в) — дзвінкий губно-м'якопіднебінний апроксимант
- [ʍ] (в) — глухий губно-м'якопіднебінний апроксимант